# The Maniacal Vale
The Maniacal Vale è il quinto album in studio del gruppo musicale funeral doom Esoteric, pubblicato nel 1997 dalla Season of Mist.

## Tracce
CD 1
1. Circle – 20:45
2. Beneath This Face – 11:22
3. Quickening – 12:19
4. Caucus of Mind – 7:22

CD 2
1. Silence – 15:45
2. The Order of Destiny – 11:33
3. Ignotum per Ignotius – 22:43

## Formazione
- Greg Chandler - voce, chitarra
- Gordon Bicknell - chitarra
- Mark Bodossian - basso
- Olivier Goyet - tastiere
- Joe Fletcher - batteria